# Schwedderbergstraße 9 (Bad Suderode)

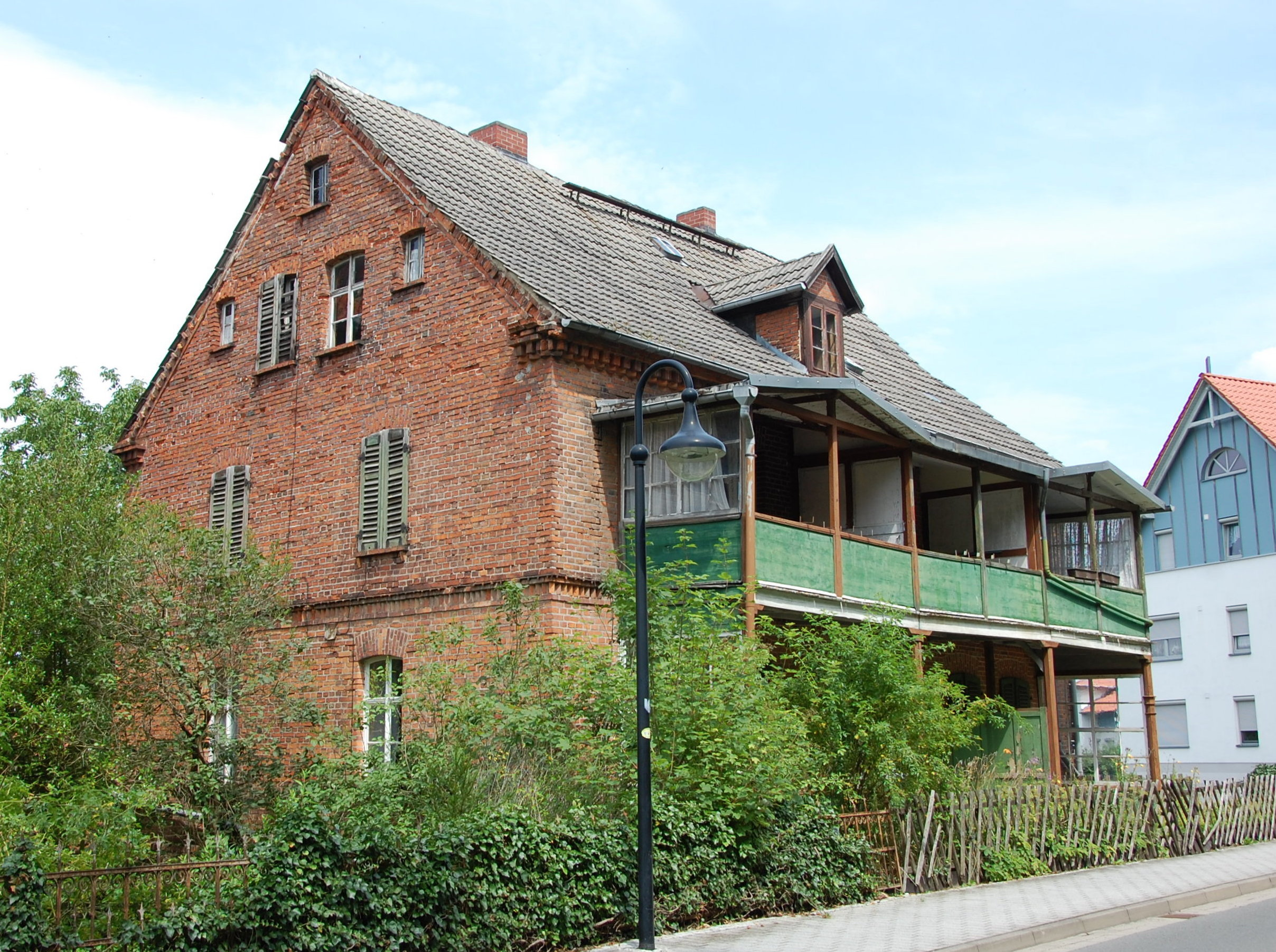
Haus Schwedderbergstraße 9

Das Haus Schwedderbergstraße 9 ist ein denkmalgeschütztes Gebäude im zur Stadt Quedlinburg in Sachsen-Anhalt gehörenden Ortsteil Bad Suderode.

## Lage
Es befindet sich südlich des Ortskerns Bad Suderodes, auf der Nordseite der Schwedderbergstraße, am nördlichen Fuße des Schwedderbergs. Im örtlichen Denkmalverzeichnis ist das Gebäude als Kurpension eingetragen.

## Architektur und Geschichte
Das zweigeschossige Haus wurde im zweiten Drittel des 19. Jahrhunderts als Wohnhaus gebaut. Ende des 19. Jahrhunderts erfolgte eine Umgestaltung zur Kurpension, bei der straßenseitig die für den Ort typische hölzerne Veranda vorgesetzt wurde. Sowohl die Veranda, als auch Fassade, Fenster und Tür sind überwiegend original erhalten.